# Fågelängen
Fågelängen är ett bostadsområde vid Mörbyfjärdens strand på Färingsö i Ekerö kommun. 2015 avgränsade SCB här en småort. Vid avgränsningen 2020 klassades den som en del av tätorten Tureholm.